# Tiraque (provincie)
Tiraque is een provincie in het departement Cochabamba in Bolivia. De provincie heeft een oppervlakte van 1739 km² van en heeft 41.954 inwoners (2012). De hoofdstad is Tiraque.
Tiraque bestaat uit twee gemeenten:
- Tiraque
- Shinahota (ontstaan in 2009)

Arani · 
Arque · 
Ayopaya · 
Bolívar · 
Capinota · 
Carrasco · 
Cercado · 
Chapare · 
Esteban Arce · 
Germán Jordán · 
Mizque · 
Narciso Campero · 
Punata · 
Quillacollo · 
Tapacarí · 
Tiraque